# Bolesław Kongul
Bolesław Kongul pseud. Górnik (ur. 21 października 1911 w Sosnowcu, zm. 9 grudnia 1976 tamże) – działacz komunistyczny i partyjny.

## Życiorys
Syn Andrzeja i Anny. Skończył cztery klasy szkoły podstawowej i został ulicznym sprzedawcą gazet, a później górnikiem w kopalni „Milowice”, w której dawniej pracował jego ojciec zmarły w wypadku pod ziemią. W 1928 pod wpływem starszego brata Józefa, członka KPP wstąpił do Związku Młodzieży Komunistycznej (ZMK) (od 1930: KZMP). W latach 1933–1935 odbywał służbę wojskową w 5 Dywizjonie Artylerii Konnej w Krakowie, skończył szkołę podoficerską i został plutonowym. Działał również w KPP. Do 1944 pracował w kopalni.
W 1944 wstąpił do AL, w styczniu 1945 współorganizował MO w Sosnowcu, 4 lutego 1945 wstąpił do PPR, od kwietnia 1945 na kursie w Centralnej Szkole Partyjnej PPR w Łodzi, po którym walczył ochotniczo z oddziałami UPA na Rzeszowszczyźnie. Przez 3 miesiące działał w komórce propagandowej w jednostce wojskowej w Jarosławiu. Później pracował w Wydziale Personalnym Komitetu Powiatowego (KP) PPR w Prudniku, w grudniu  1945 został I sekretarzem KP PPR w Bytomiu. W latach 1946–1948 był etatowym I sekretarzem KP PPR w Państwowej Fabryce Związków Azotowych w Chorzowie, potem został I sekretarzem KP PZPR w Będzinie, a w 1949 I sekretarzem KP PZPR w Katowicach. Od 1 grudnia 1950 kierował Wydziałem Organizacyjnym, a potem Wydziałem Kadr Komitetu Wojewódzkiego (KW) PZPR w Katowicach. W latach 1952–1954 był kursantem dwuletniej Szkoły Partyjnej przy KC PZPR, po ukończeniu której został sekretarzem KW PZPR w Stalinogrodzie/Katowicach. Od 1958 był zastępcą dyrektora Dąbrowskiego Zjednoczenia Przemysłu Węglowego, a od listopada 1960 do marca 1971 członkiem Komisji Rewizyjnej KW PZPR w Katowicach. Od 1 stycznia 1969 na rencie dla zasłużonych.
Był odznaczony m.in. Orderem Sztandaru Pracy II klasy, Krzyżem Oficerskim Orderu Odrodzenia Polski, Krzyżem Partyzanckim, Medalem 10-lecia Polski Ludowej, Medalem 30-lecia Polski Ludowej, Medalem „Za waszą wolność i naszą”, złotą odznaką „zasłużony w rozwoju województwa katowickiego”.
13 grudnia 1976 został pochowany na cmentarzu przy ul. Mireckiego w Sosnowcu.